# Alfredo Segatori
 Alfredo Segatori ( Argentina, 1970 ) es un pintor, muralista y profesor de pintura que se ha especializado son las intervenciones en la vía pública.

## Actividad profesional

### Estilo y técnica
Si bien comenzó antes a pintar, su trabajo comenzó a tener difusión desde mediados de la década de 1990. Sus obras son de una improvisación total de color, sin bocetos previos y el pintor vincula su trabajo con el “action painting”, y la influencia de muralistas mexicanos como David Siqueiros o el estadounidense Jackson Pollock.
Action painting (en español «pintura de acción») es una técnica pictórica, así como el nombre del movimiento pictórico que la usa. Surge en el siglo XX dentro de la pintura no figurativa. Intenta expresar mediante el color y la materia del cuadro, sensaciones tales como el movimiento, la velocidad, la energía. Son muy importantes el color y los materiales no específicamente pictóricos con que se trabaja (arena, alambre...) para conseguir un aspecto peculiar en la superficie del cuadro.
Aunque el término fue utilizado por el crítico Harold Rosenberg en 1952, ya se había empleado con anterioridad, por ejemplo, en el Berlín de 1919, y en América hacia 1929, para designar las primeras composiciones abstractas de Kandinsky.
Segatori siguió siempre ciertas reglas y procedimientos: ver una pared, pedir permiso, rasquetearla y trabajarla. A partir del momento en que su trabajo tuvo difusión, tuvo mucho trabajo por encargo. Al artista le gusta intervenir superficies llenas de relieve, no la típica pared lisa y declara “es arte perecedero y lo que queda básicamente son los registros fotográficos y de video”.

### Obras
Son más de un centenar las obras que ha hecho hasta el presente. En 2013 Segatori pintó en la calle Lavadero del barrio de Barracas el mural hasta entonces más grande de Argentina, que tituló El regreso de Quinquela, en una pared medianera de cien metros de largo por trece de alto. El mural, que fue inaugurado en octubre de ese año, formó parte del plan de recuperación del camino de sirga de la Cuenca Matanza Riachuelo.
En la esquina de las calles Gorriti y Lavalleja, del barrio de Palermo se encuentra la “Pintada escultórica”, -así lo define un guía de turismo- El viejo del desarmadero, una obra hecha con paragolpes, caños de escape y otras chatarras provenientes de autos, calefones y otros artefactos desechados que ahora lucen incrustados en la pared exterior del local de cervecería allí instalado que, según Segatori, fue una de las obras más visitadas de la ciudad en 2017. El “viejo” de la obra –explica el artista- no es nadie en particular, sino un ser “resignificado por lo que la gente viene diciendo de él…Lo que más me gustó de todo lo que escuché es que se parecía a un dios desorientado”.
El 21 de diciembre de 2018 Segatori inauguró en Avenida Rafael Obligado y Calle 1 en la zona de la Dársena "F" de Puerto Nuevo, "Fauna Portuaria", un mural de 1200 metros cuadrados que es parte del proyecto de reconvertir esa zona de cinco cuadras, que alberga los silos de cuatro areneros donde se deposita la arena traída por buques que será utilizada en las construcciones que se realizan en la ciudad de Buenos Aires. La acción fue organizada por la Administración General de Puertos y cada arenera eligió los ejemplares del litoral argentino que la representarían: un yaguareté ñato y llamas para Arenera Vendaval un cóndor andino, un guacamayo verde y jilgueros, para Transportes Fluviales Jilguero, un águila mora y un puma, para Arenera Quarai y colibrí gigante para Arenera Padua. En esta forma este “reciclaje urbano" que incluye aceras, sendas peatonales y semáforos, de una zona donde la visión era de cemento gris, con construcciones con apariencia de abandono, mayormente transitada por camiones, trata de vincular la actividad productiva portuaria con el esparcimiento de las familias y de los vecinos que se acerquen al río. El proyecto prevé un segunda etapa para agregar nuevos personajes, entre otros, peces del río de la Plata y trabajadores portuarios.
Su tercera edición de “Exabrupto de Color” en el puerto de Buenos Aires la realiza interviniendo los silos de Agrecom, que son muy emblemáticos, y uno de los más grandes del puerto.
La edición de enero de 2020 de "Exabrupto de Color", se realizó en Punta del Este, Uruguay. En ella, el artista trabaja sobre diferentes espacios de la ciudad costera, e incluye una intervención en la escultura "La Mano" del artista chileno Mario Irrazábal. La iniciativa fue impulsada por el productor y comunicador Carlos Mazalán y el empresario Héctor Liberman.
En 2021, durante la pandemia, al fallecer el ídolo Diego Maradona, Segatori homenajeó al 10 con un mural llamado "San Diego de la Boca" en Aristóbulo del Valle 50 en el barrio de La Boca en la Ciudad de Buenos Aires.
Durante 2022, desarrolló nuevos murales espectaculares entre los que se encuentran La vaca que se fue volando, en los silos de la localidad de San Francisco, Córdoba, Argentina y el "Panda Pandemial", realizado en la medianera de 10 pisos de un edificio en el barrio porteño de Villa del Parque.